# Sedoset cuallarg
El sedoset cuallarg (Ptilogonys caudatus) és una espècie d'ocell de la família dels ptilogonàtids (Ptilogonatidae) que habita boscos de les muntanyes de Costa Rica i oest de Panamà.